# Weper, Gladeberg, Aschenburg
Weper, Gladeberg, Aschenburg este o arie protejată (sit de importanță comunitară — SCI) din Germania întinsă pe o suprafață de 842 ha, integral pe uscat.

## Localizare
Centrul sitului Weper, Gladeberg, Aschenburg este situat la coordonatele 51°41′55″N 9°48′44″E / 51.6986°N 9.8122°E.

## Înființare
Situl Weper, Gladeberg, Aschenburg a fost declarat sit de importanță comunitară în iunie 2000 pentru a proteja 1 specie de plante.

## Biodiversitate
Situată în ecoregiunea continentală, aria protejată conține 7 habitate naturale: Pajiști carstice calcaroase sau bazofile, de Alysso-Sedion albi, Pajiști uscate seminaturale și facies de acoperire cu tufișuri pe substraturi calcaroase (Festuco-Brometalia) (* situri importante pentru orhidee), Fânețe de joasă altitudine (Alopecurus pratensis, Sanguisorba officinalis), Izvoare petrifiante cu formare de travertin (Cratoneurion), Păduri de fag Asperulo-Fagetum, Păduri de fag din Europa Centrală dezvoltate pe sol calcaros cu Cephalanthero-Fagion, Păduri de stejar și carpen Galio-Carpinetum.
La baza desemnării sitului se află o specie protejată de  plante: papucul doamnei (Cypripedium calceolus).
Pe lângă speciile protejate, pe teritoriul sitului au mai fost identificate 17 specii de plante, 1 specie de nevertebrate, 1 specie de reptile.